# Henriette d'Angeville
Henriette d'Angeville (Semur-en-Auxois, 10 de març de 1794 — Lausana, 13 de gener de 1871) fou la segona dona a coronar el Mont Blanc.

## Biografia
Henriette d'Angeville era filla d'una família d'aristòcrates francesos que s'instal·laren a Hauteville-Lompnes, al departament de l'Ain, després de la Revolució Francesa, quan el seu pare fou empresonat i el seu avi fou executat. Després de la mort del seu pare, d'Angeville s'instal·là a Ginebra. Gran aficionada a caminar, durant molt temps havia desitjat escalar el Mont Blanc, gesta que aconseguí l'any 1838 i que la convertí en la primera dona a coronar el cim més alt de l'Europa occidental des que Marie Paradis feu el mateix exactament 30 anys abans.
D'Angeville va continuar escalant durant vint-i-cinc anys, repetint el cim del Mont Blanc i coronant 21 cims més. Va dur a terme la seva darrera expedició alpina quan tenia 65 anys, a l'Oldenhorn (massís dels Diablerets). Als seus últims anys també s'interessà per l'espeleologia, i va fundar un museu de mineralogia a Lausana, on va morir l'any 1871.

## L'expedició al Mont Blanc
D'Ageville va participar en una expedició que va coronar el Mont Blanc el 3 de setembre de 1838, acompanyada per Joseph-Marie Couttet, cinc guies i sis portadors. Durant l'expedició, d'Angeville es va mostrar forta i àgil, sobretot en l'escalada en roca, on progressava al mateix ritme que la resta de companys, malgrat patir palpitacions i acusar els efectes de l'altura. Un cop coronat el cim, es brindà amb xampany i s'alliberaren coloms per anunciar la gesta. El retorn del grup a Chamonix va causar gran sensació. La seva arribada fou anunciada amb salves de canó i fins i tot fou rebuda als Grands Mulets per una expedició anglesa i per un noble polonès, qui li va enviar una nota a la seva tenda.
Les celebracions de l'endemà van incloure un convidat especial a petició d'Angeville: Marie Paradis, que llavors comptava 60 anys.

## ElCarnet Vert
D'Angeville va relatar la seva experiència en un quadern de viatge, el Carnet Vert, escrit per ella mateixa l'any 1839 i il·lustrat per artistes contemporanis com Jule Hébert (1812-1897), Henri Deville o Sain, a partir dels seus esbossos i indicacions. El llibre mai es va editar, i la quarantena de dibuixos que l'il·lustraven es van dispersar. Les úniques dades que es tenen d'aquesta obra són les que provenen d'antics testimonis de la seva família. El document es va publicar a la Revue Alpine dels mesos de març-abril de 1900 i se'n feu un tiratge d'uns 40 exemplars, titulats Le Carnet Vert de Melle d'Angeville.
L'any 2007, el Consell General de l'Alta Savoia va comprar 18 d'aquests dibuixos, fets a llapis, a sèpia o a l'aquarel·la, que il·lustren diverses etapes de l'expedició. Tenen un gran valor històric i etnogràfic, tant per la història de la conquesta dels cims com per la de l'emancipació de la dona pel que fa a l'esport i l'escriptura. Un d'aquests dibuixos mostra Henriette d'Angeville vestint un abric de quadres i un gran barret.

## Reconeixement
En tant que Marie Paradis, segons la seva pròpia narració, fou parcialment ajudada pels guies en el seu ascens, sovint es diu que d'Angeville fou la primera dona a coronar el Mont Blanc per mèrits propis. D'Angeville dona nom a un carrer d'Hauteville-Lompnès, prop del castell d'Angeville, que la família adquirí l'any 1657 i que fou heretat pel germà d'Henriette. Harriet Beecher Stowe —que havia viatjat força pels Alps i havia conegut tant Paradis com d'Angeville— la menciona a les seves Sunny memories of foreign lands.